# Cividale Mantovano
Cividale Mantovano è l'unica frazione del comune di Rivarolo Mantovano, in provincia di Mantova.

## Geografia fisica
Cividale Mantova è situato a 5 km ad est del capoluogo Rivarolo Mantovano, presso il confine con il comune cremonese di Spineda.

## Monumenti e luoghi d'interesse
- Chiesa di Santa Giulia
- Corte Cascina Stella. Corte chiusa fortificata risalente al XV secolo appartenuta ai Gonzaga di Sabbioneta e Bozzolo.[3][4]